# Glossotrophia romanaria
Glossotrophia romanaria är en fjärilsart som beskrevs av Pierre Millière 1870. Glossotrophia romanaria ingår i släktet Glossotrophia och familjen mätare. Inga underarter finns listade i Catalogue of Life.